# Hudschr ibn ʿAdī

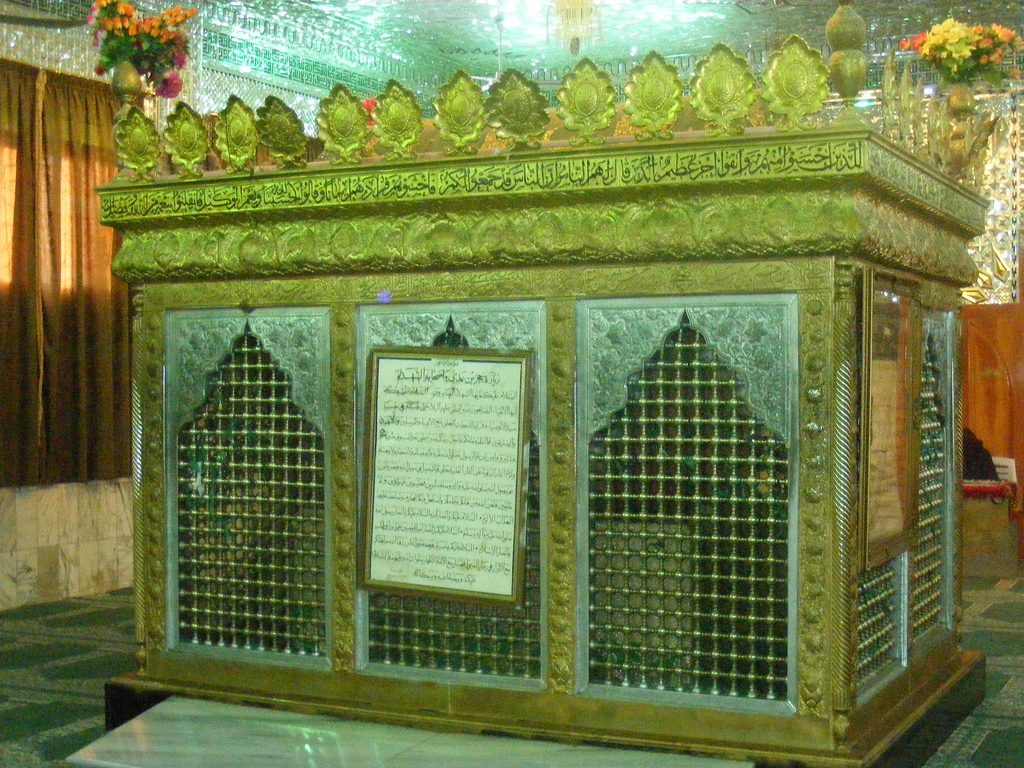
Der Grabschrein von Hudschr ibn ʿAdī in ʿAdrā bei Damaskus

Abū ʿAbd al-Rahmān Hudschr ibn ʿAdī al-Kindī (arabisch أبو عبد الرحمن حجر بن عدي الكندي, DMG Abū ʿAbd ar-Raḥmān Ḥuǧr ibn ʿAdī al-Kindī, gest. 671 in Mardsch al-ʿAdhrā' bei Damaskus) war ein arabischer Militärführer aus dem Stamm der Kinda, der zu den Kommandanten und bedeutendsten Anhängern des vierten Kalifen ʿAlī ibn Abī Tālib (reg. 656–661) gehörte und nach dessen Tod in Kufa die schiitische Opposition gegen den umaiyadischen Kalifen Muʿāwiya ibn Sufyān (reg. 661–80) anführte. Nachdem er mehrfach gegen die Politik von Muʿāwiyas Gouverneur Ziyād ibn Abī Sufyān protestiert und mit seinen Anhängern dessen Stellvertreter bedroht hatte, wurde er von Ziyād gefangen genommen und an Muʿāwiya ausgeliefert, der ihn zusammen mit fünf seiner Anhänger hinrichten ließ. Der Vorfall rief in den verschiedenen Gebieten des islamischen Reichs große Empörung hervor und gilt bis heute als eine der schwersten Verfehlungen Muʿāwiyas. Die Berichte über Hudschr ibn ʿAdī und die Vorgänge, die zu seiner Hinrichtung führten, nehmen in der islamischen Geschichtsschreibung breiten Raum ein. Hudschr gilt als einer der bedeutendsten schiitischen Märtyrer. Sein Grab in al-ʿAdrā bei Damaskus, das schon seit dem Mittelalter ein regionales Wallfahrtsziel ist und heute vor allem von Schiiten verehrt wird, wurde im Mai 2013 von Kämpfern der Freien Syrischen Armee geschändet. Sie exhumierten seine sterblichen Überreste und brachten sie an einen unbekannten Ort, um eine weitere Verehrung zu verhindern.

## Abstammung und Namen
Hudschr gehörte dem Stammesadel der Kinda an. Sein Nasab war nach Ibn ʿAsākir Hudschr ibn ʿAdī ibn Dschabala ibn ʿAdī ibn Rabīʿa ibn Muʿāwiya ibn Thaur ibn Murtiʿ ibn Thaur, wobei Thaur ein anderer Name für Kinda war. Ibn Hadschar al-ʿAsqalānī fügt in der Kette zwischen Hudschrs Vater und Dschabal noch den Namen Muʿāwiya ein. Wie al-Aschʿath ibn Qais gehörte Hudschr zu den Nachkommen von al-Harath ibn ʿAmr Ākil al-Murār, des dritten und bedeutendsten Königs der vorislamischen Kinda im frühen 6. Jahrhundert u. Z.
Während der Stamm der Kinda allgemein im Ruf der Boshaftigkeit stand, wird Hudschr in der arabischen Geschichtsschreibung als ein besonders guter Kindit beschrieben und Hudschr al-Chair („Hudschr, der Gute“) genannt. Diesen Beinamen soll ihm ʿAlī ibn Abī Tālib für seine Loyalität verliehen haben.
Ein weiterer Name, der für ihn verwendet wurde, war Hudschr ibn al-Adbar („Hudschr, der Sohn des am Rücken Verwundeten“). Er geht darauf zurück, dass seinem Vater ʿAdī einmal auf der Flucht von hinten ein Stich versetzt worden war. Allerdings gibt es auch andere Überlieferungen, wonach sich der Beiname al-Adbar nicht auf seinen Vater, sondern auf ihn selbst oder einen anderen Vorfahren bezog.

## Leben und Aktivitäten bis zum Kalifat Muʿāwiyas

### Zusammentreffen mit Mohammed und die umstrittene Zugehörigkeit zu den Sahāba
Viele muslimische Gelehrte zählen Hudschr ibn ʿAdī zu den Prophetengefährten. Dies geht auf die Überlieferung zurück, wonach Hudschr zusammen mit seinem Bruder Hāni' als Delegierter seines Stammes zu Mohammed reiste und bei der Gelegenheit den Islam annahm. Diese Überlieferung wird sowohl bei Ibn al-Kalbī (gest. 821) als auch bei Muhammad ibn Saʿd erwähnt.
Von Ibrāhīm ibn Yaʿqūb al-Dschuzdschānī (gest. 873) wird die Aussage überliefert, dass Hudschr ibn ʿAdī die Zeit der Dschāhilīya erlebt und dann zum Gefährten des Propheten geworden sei. Ibn al-Kalbī belegt Hudschr deswegen auch mit den beiden Adjektiven „dschahilitisch“ (ǧāhilī) und „islamisch“ (islāmī). Andere muslimische Gelehrte, so zum Beispiel al-Buchārī, waren dagegen auch der Auffassung, dass er nur zu den Tābiʿūn, also den Muslimen der zweiten Generation, gehörte.

### Militärische und politische Aktivitäten unter den ersten drei Kalifen
Während des Kalifats von Abū Bakr (reg. 632–34) nahm Hudschr 634 unter der Führung von Chālid ibn al-Walīd an den Feldzügen zur Eroberung Syriens und den Überfällen auf die Ghūta teil. Der Kalif ʿUmar ibn al-Chattāb (reg. 634–44) belohnte ihn mit einer Besoldung von 2500 Dirham und sandte ihn mit den meisten Angehörigen der Kinda in den Irak, um dort unter dem Kommando von Saʿd ibn Abī Waqqās zu kämpfen. Nach Muhammad ibn Saʿd nahm er auch an der Schlacht von Qādisīya (ca. 636) teil.
Bei der Schlacht von Dschalūlā' (637) befehligte Hudschr den rechten oder linken Flügel der muslimischen Armee. Nachdem 638 die Lagerstadt Kufa gegründet worden war, ließ er sich dort nieder und wurde zu einer der prominenten Persönlichkeiten (afāḍil) der Stadt. Nach einer Aussage, die von Saʿd ibn Abī Waqqās zitiert wird, machte er sich besonders bei der Eroberung der iranischen Stadt Hulwān, die im Jahre 640 stattfand, verdient.
Während des Kalifats von ʿUthmān ibn ʿAffān (reg. 644–656) gehörte Hudschr zu den Qurrā', einer politischen Oppositionsbewegung in Kufa, die in einem Brief an Kalifen gegen das Verhalten des Umaiyaden Saʿīd ibn ʿĀs protestierte, der bis 653 als ʿUthmāns Statthalter in Kufa fungierte. Hudschr scheint eine enge Beziehung zu den Qurrā' gehabt zu haben. Nach einem Bericht, den Ibn ʿAsākir zitiert, waren sie es auch, die ihn später beim Aufstand gegen ʿAmr ibn Huraith unterstützten.
Nach einer Überlieferung, die Ibn Hadschar al-ʿAsqalānī anführt, war er auch anwesend, als Abū Dharr al-Ghifārī 652/53 in ar-Rabadha starb.

### Als Kommandant in ʿAlīs Diensten

#### Bei der Kamelschlacht
Nach der Erhebung von ʿAlī ibn Abī Tālib zum Kalifen im Jahre 656 spielte Hudschr eine wichtige Rolle bei der Mobilisierung der Bevölkerung von Kufa zur Unterstützung des Kalifen bei der Niederschlagung des basrischen Aufstands von ʿĀ'ischa bint Abī Bakr, Talha ibn ʿUbaidallāh und Zubair ibn al-ʿAuwām. Als al-Hasan ibn ʿAlī und ʿAmmār ibn Yāsir nach Kufa kamen und in der Moschee um Unterstützung ʿAlīs baten, war es Hudschr, der die Menge davon überzeugte, sich ʿAlī anzuschließen. In der Kamelschlacht (656) kommandierte er einen siebten Teil (subʿ) der kufischen Armee. Nach al-Balādhurī und ad-Dīnawarī umfasste sein Teil der Armee die Stämme der Kinda, Hadramaut, Qudāʿa und Mahra, nach einer Überlieferung, die at-Tabarī zitiert, die Madhhidsch und die Aschʿarūn.

#### Verhalten vor und nach Siffīn
Über Hudschrs Verhalten in der Zeit vor und nach der Schlacht von Siffin (657) gibt es mehrere Nachrichten in dem Geschichtswerk des schiitischen Historiographen Nasr ibn al-Muzāhim. Demnach zog Hudschr während der Vorbereitungen für den Feldzug gegen Muʿāwiya, der mit seinen Anhängern in Syrien Stellung bezogen hatte, zusammen mit ʿAmr ibn al-Hamiq al-Chuzāʿī durch Kufa und proklamierte die Lossagung von den Syrern und ihre Verfluchung. ʿAlī soll ihnen jedoch Einhalt geboten und empfohlen haben, stattdessen die Missetaten der Gegner zu beschreiben und zu beten, dass Gott sie auf den rechten Pfad führen und Blutvergießen zwischen den Parteien verhindern möge. Hudschr sicherte ʿAlī bei dieser Gelegenheit die unbedingte Loyalität seines Stammesverbands zu, wofür ʿAlī ibn Abī Tālib ihn „den Guten“ (al-Ḫair) nannte. Bei der militärischen Begegnung mit den Syrern übertrug er Hudschr wieder das Kommando über den siebten Teil mit den Kinda und den anderen jemenitischen Stämmen.
Während der Tage der Schlacht gehörte Hudschr zu den prominenten Kämpfern, die ʿAlī ausschickte, um Gefechte mit prominenten Kämpfern aus dem Lager Muʿāwiyas auszutragen. So hatte er am 7. Safar 37 (= 25. Juli 657) auch einen Zweikampf mit seinem kufischen Stammesbruder Hudschr ibn al-Yazīd al-Kindī, der vor der Schlacht auf die Seite Muʿāwiyas übergewechselt war. Er wird von den Schiiten umgekehrt Hudschr asch-Scharr („Hudschr, der Böse“) genannt. Als nach der Schlacht von Siffīn ein Schiedsgericht zwischen ʿAlī und Muʿāwiya eingesetzt wurde, gehörte Hudschr zu denjenigen, die das diesbezügliche Dokument auf ʿAlīs Seite unterzeichneten.

#### Im Einsatz gegen ad-Dahhāk ibn Qais und die Charidschiten
Nachdem das Schiedsgericht getagt hatte und Muʿāwiya den Schiedsspruch so gedeutet hatte, dass er im Recht sei, schickte er den Kommandanten ad-Dahhāk ibn Qais mit einer Anzahl syrischer Kämpfer in den Irak, um dort die Anhänger ʿAlīs zu überfallen. ʿAlī hatte große Schwierigkeiten, die Gegenwehr zu organisieren, weil seinen Kämpfern der Kampfesmut fehlte. Schließlich schickte er Hudschr mit einem Trupp von 4.000 Reitern gegen ad-Dahhāk. Hudschr konnte ihn mit seinen Leuten aus dem Irak zurückdrängen. Bei Tadmur kam es zum Kampf, der mit einer Niederlage ad-Dahhāks endete. Er verlor insgesamt 19 Kämpfer, während von Hudschrs Leuten nur zwei Männer fielen.
Auch während des Aufstands und des Abfalls der Charidschiten leistete Hudschr ʿAlī gute Dienste. So schlug er die charidschitische Revolte unter Führung von al-Aschhab ibn Baschīr al-ʿUranī nieder. Und bei der Schlacht von an-Nahrawān (658), bei der die Charidschiten niedergeworfen wurden, stellte ihn ʿAlī an die Spitze seines rechten Flügels.

#### Im Dienste von Muhammad ibn Abī Bakr?
Möglicherweise begab sich Hudschr auch für eine Zeit nach Ägypten. Der ägyptische Geschichtsschreiber al-Kindī erwähnt, dass Muhammad, der Sohn Abū Bakrs, der im Namen ʿAlīs diese Provinz verwaltete, Hudschr als Boten mit einer Sicherheitsgarantie zu Muʿāwiya ibn Hudaidsch as-Sakūnī geschickt habe.
Nach der Tötung von Muhammad ibn Abī Bakr und ʿAlīs Verlust von Ägypten an Muʿāwiya, der ca. 658 stattfand, war Hudschr auf jeden Fall wieder im Irak. Nach der schiitischen Überlieferung suchte er ʿAlī, der wegen dieser Vorfälle bekümmert und traurig war, zusammen mit ʿAmr ibn al-Hamiq, ʿAbdallāh ibn Saba' und zwei anderen Gefährten auf und befragte ihn nach seiner Meinung über Abū Bakr und ʿUmar. ʿAlī soll sie daraufhin zunächst mit den Worten: „Dafür habt ihr Zeit, nachdem Ägypten erobert worden und meine Partei getötet worden ist?“ getadelt, ihnen dann aber ein längeres Schreiben überreicht haben, in dem er seine Sicht der Dinge darlegte. Der Vorfall wird in leicht abgewandelter Form auch bei al-Balādhurī erwähnt.

#### Das Verhältnis zu al-Aschʿath ibn Qais
Schon nach der Kamelschlacht hatte ʿAlī in Kufa vorgeschlagen, Hudschr anstelle von al-Aschʿath ibn Qais, der damals Gouverneur von Aserbaidschan war und ʿAlī nur halbherzig unterstützte, zum Oberhaupt der Kinda zu ernennen. Das hatte aber Hudschr aus Respekt für al-Aschʿath abgelehnt. Es gibt Berichte, wonach sich Hudschr in der Moschee von al-Aschʿath als Muezzin bzw. Imam betätigt hat.
Das Verhältnis zwischen den beiden scheint aber nicht ganz spannungsfrei gewesen zu sein. Nach verschiedenen Berichten hielt Hudschr seinen Stammesgenossen al-Aschʿath für den eigentlichen Verantwortlichen für den Mord an ʿAlī, weil er ihn in der Nacht davor zusammen mit dem Mörder Ibn Muldscham gesehen und am Morgen gehört hatte, wie er zu ihm sagte: „Steh auf, der Morgen ist für Dich angebrochen (qum, fa-qad faḍaḥa-ka aṣ-ṣubḥ)“.
Hugh N. Kennedy vermutet, dass zwischen al-Aschʿath und Hudschr eine Rivalität um die Führung innerhalb der Kinda bestand und die Förderung, die Hudschr durch ʿAlī erfahren hatte, der Grund dafür war, dass al-Aschʿath dem ʿAlī eher ablehnend gegenüberstand.

### Unterstützung al-Hasans und Tadel nach seiner Abdankung
Nach der Ermordung von ʿAlī im Jahre 661 unterstützte Hudschr die Nachfolge von dessen Sohn al-Hasan und sammelte die irakischen Truppen, um Widerstand gegen die Invasion Muʿāwiyas zu leisten. Als sich al-Hasan Muʿāwiya ergab und mit ihm einen Vergleich schloss, soll er der erste gewesen sein, der al-Hasan dafür tadelte, zugunsten von Muʿāwiya abgedankt zu haben. Nach al-Balādhurī warf Hudschr ihm vor, die Gläubigen blamiert zu haben. Sie seien aus dem Zustand der Gerechtigkeit in den Zustand der Ungerechtigkeit geraten, die Anhänger Muʿāwiya hätten dagegen etwas erreicht, womit sie zufrieden sein könnten. Al-Hasan soll ihm daraufhin geantwortet haben: „Nicht jeder liebt, was Du liebst. Ich habe die Leute geprüft. Wenn sie dieselbe Entschlossenheit und Einsicht gehabt hätten wie Du, wäre ich in den Kampf gezogen.“
Nach einer Überlieferung, die auf den kufischen Geschichtsschreiber Abū Michnaf (gest. 774) zurückgeführt wird, hielt Hudschr al-Hasan vor, dass er den Kampf aufgegeben habe, obwohl ihm 40.000 entschlossene und verständige Männer für den Kampf mit dem Feind zur Verfügung standen. Später habe er es zu einer Gewohnheit gemacht, al-Hasan wegen seines Verhaltens gegenüber Muʿāwiya zu tadeln.
Nach einer anderen Überlieferung, die ad-Dīnawarī zitiert, war Hudschr der erste, der al-Hasan dazu brachte, zu bereuen, was er getan hatte, und ihn zum Krieg zurückrief. Wörtlich soll Hudschr gesagt haben: „Ich wünschte, ich wäre schon gestorben, bevor ich sehe, wie Du uns aus der Gerechtigkeit in die Ungerechtigkeit führst.“ Al-Hasan habe sich durch die Worte Hudschrs sehr belastet gefühlt und sein Handeln mit dem Argument gerechtfertigt, dass er gesehen habe, dass die Mehrheit der Leute nach einem Ausgleich gestrebt und den Krieg verabscheut habe.
Al-Madā'inī (gest. 843) wird mit der Aussage zitiert, Hudschr habe einmal zu al-Hasan gesagt: „Ich wünschte, Du wärst schon gestorben, und es wäre nicht das geschehen, was geschah. Denn jetzt sind wir wieder zu dem gezwungen, was wir hassen, und sie sind glücklich mit dem, was sie lieben.“ Al-Husain ibn ʿAlī soll daraufhin Hudschr mit Zeichen bedeutet haben, dass er schweigen möge.

## Das Kalifat Muʿāwiyas und die Umstände, die zu Hudschrs Hinrichtung führten

### Hudschrs Wirken als Oppositioneller unter al-Mughīra ibn Schuʿba
Als Muʿāwiya 661 von Kufa abzog, setzte er dort al-Mughīra ibn Schuʿba aus dem Stamm der Thaqīf als seinen Stellvertreter ein, und Hudschr ibn ʿAdī ging mit der Partei ʿAlīs (šīʿat ʿAlī) in die Opposition. Obwohl eine der Bedingungen des Abkommens zwischen al-Hasan und Muʿāwiya den Schutz der Schia ʿAlīs und der Ahl al-bait vor verbalen und militärischen Angriffen garantierte, ließen die Statthalter Muʿāwiyas in Kufa und Basra ʿAlī in den Moscheen verfluchen. Al-Yaʿqūbī (gest. 897) berichtet, dass Hudschr ibn ʿAdī, ʿAmr ibn al-Hamiq al-Chuzāʿī und ihre Anhänger von der Schia aufstanden, wenn sie al-Mughīra ibn Schuʿba und andere ʿAlī auf dem Minbar verfluchen hörten, die Verfluchung erwiderten und das Gespräch darauf brachten. Als al-Mughīra einmal in der Moschee ʿAlī und seine Anhänger abfällig beurteilte, während er ʿUthmān rechtfertigte, soll sich Hudschr erhoben und ihm den Koranvers 4:135 entgegengehalten haben: „O ihr, die ihr glaubt! Steht als Zeugen für Gott ein für die Gerechtigkeit, auch wenn es gegen euch selber ist.“ At-Tabarī erklärt, dass er damit zum Ausdruck bringen wollte, dass er ʿAlī für besser hielt als ʿUthmān. Al-Mughīra soll ihn daraufhin ermahnt haben, den Zorn und die Macht des Regimes zu fürchten, weil dieses ihn vernichten könnte.
Bei einer anderen Gelegenheit warf Hudschr in der Moschee von Kufa al-Mughīra vor, den Menschen ihren Unterhalt und ihren Sold vorzuenthalten, und forderte deren Auszahlung. Mehr als dreißig Männer oder – nach einer anderen Überlieferung – zwei Drittel der Besucher der Moschee standen daraufhin auf und unterstützten ihn in dieser Forderung. Moderne arabische Historiker vermuten, dass der umaiyadische Staat Hudschr und anderen Oppositionellen den Sold bewusst vorenthielt, um sie botmäßig zu machen und sie zu zwingen, ihre oppositionelle Haltung aufzugeben. Als nach diesem Vorfall al-Mughīra von den Angehörigen seines Stamms dazu gedrängt wurde, gegen Hudschr vorzugehen und seine Autorität wiederherzustellen, soll er sie damit beschwichtigt haben, dass nach ihm ein anderer Statthalter kommen werde, der Hudschr gewiss töten werde, wenn er ihm auf die gleiche Weise begegne; er selber sei alt geworden und habe kein Interesse an Blutvergießen, das Muʿāwiyas Macht in dieser Welt zwar stärke, seine Position am Tag der Auferstehung jedoch verschlechtere.
Nach einem Bericht, den Ibn ʿAsākir anführt, war Muʿāwiya mit Mughīras Milde gegenüber Hudschr nicht einverstanden, so dass er ihn deswegen auch entließ. Dem besagten Bericht zufolge überfiel Hudschr einmal mit seinen Leuten eine Karawane mit Vermögenswerten, die Mughīra auf den Weg nach Syrien geschickt hatte, um Muʿāwiya finanziell auszuhelfen. Hudschr, der davon erfahren hatte, hielt die Karawane fest und weigerte sich, sie ziehen zu lassen, bis Mughīra „jedem, der einen Rechtsanspruch hat, sein Recht gegeben“ habe. Die jungen Männer aus dem Stamm Thaqīf boten al-Mughīra daraufhin an, ihm Hudschrs Kopf zu bringen, was al-Mughīra jedoch ablehnte. Als dies Muʿāwiya zu Ohren kam, entließ er al-Mughīra und setzte Ziyād als neuen Gouverneur ein. Der Bericht steht allerdings im Widerspruch zu anderen Berichten, nach denen al-Mughīra bis zu seinem Tod im Jahre 50 (= 670 n. Chr.) Statthalter von Kufa war.

### Konfrontation mit Ziyād ibn Abīhi und Gefangensetzung

#### Ziyāds Angebot an Hudschr
Spätestens im Jahre 670 wurde Ziyād ibn Abīhi, der bereits Statthalter von Basra war, auch das Statthalteramt von Kufa übertragen. Nach einer Überlieferung, die auf ʿAwāna ibn Harb al-Kalbī (gest. 764) zurückgeht, war das Verhältnis zwischen Ziyād und Hudschr von Anfang an angespannt. Ziyād habe beim Antritt seines Amtes eine Ansprache gehalten, in der er ʿUthmān und seine Gefährten pries und seine Mörder verfluchte, wogegen Hudschr in der gewohnten Weise protestiert habe. Nach den meisten anderen Überlieferungen hingegen war Ziyād, als er in Kufa einzog, Hudschr zunächst freundschaftlich zugetan, weil er als Statthalter in der Provinz Fars wie dieser vorher in ʿAlīs Diensten gestanden hatte und ihm loyal ergeben gewesen war. Ziyād machte Hudschr aber bei einem Gespräch klar, dass seine Liebe zu ʿAlī in Hass umgeschlagen sei und er jetzt Muʿāwiya gegenüber ergeben sei. Nach diesen Berichten bot Ziyād Hudschr für den Fall, dass er sich ihm zuwende, ein besonderes Vorzugsverhältnis an, drohte ihm aber umgekehrt für den Fall, dass er sein oppositionelles Verhalten fortsetze, mit Vernichtung. Nach Muhammad ibn Saʿd riet ihm Ziyād, sich von dem „niederen Volk“ (sifla) fernzuhalten, das ihn von seiner Einsicht abbringen wolle.
Über Hudschrs Reaktion auf Ziyāds Angebot gibt es unterschiedliche Überlieferungen. Nach einer Überlieferung, die Abū l-Faradsch al-Isfahānī anführt, versprach Hudschr dem Gouverneur, dass er von ihm nur sehen werde, was er liebe, und nahm seinen Ratschlag an. Er habe in der Folgezeit vor Ziyād Ehrfurcht gehabt, während umgekehrt jener ihm Ehre erzeigt habe, ohne dass das die Schia davon abhielt, Hudschr zu besuchen und auf ihn zu hören. Nach Muhammad ibn Saʿd nahm Hudschr Ziyāds Ratschlag mit knappen Worten zur Kenntnis und ging dann nach Hause, wo ihn seine „Brüder von der Schia“ (iḫwānu-hū min aš-šīʿa) trafen und dazu drängten, als ihr Scheich die Opposition gegen Ziyād anzuführen. Nach einer Überlieferung, die al-Balādhurī zitiert, tadelte dagegen Hudschr Ziyād bei dem Gespräch für seine Liebe zu den weltlichen Gütern und wies sein Angebot mit der Aussage zurück, dass er nichts damit zu tun haben wolle.

#### Unmutsbekundungen Hudschrs gegen Ziyād
Nach verschiedenen Berichten kam es schon während Ziyāds Anwesenheit in Kufa zu einer Konfrontation zwischen den beiden. So besagt ein Bericht, der auf den basrischen Gelehrten Muhammad Ibn Sīrīn (gest. 728) zurückgeführt wird, dass Ziyād, als er einmal die Chutba in die Länge zog, von Hudschr ermahnt wurde, zum rituellen Gebet überzugehen. Als Ziyād mit der Chutba fortfuhr, begann Hudschr Kieselsteine nach ihm zu werfen und ermahnte ihn erneut. Da andere seinem Beispiel folgten, war Ziyād schließlich gezwungen, vom Minbar herabzusteigen und das Gebet abzuhalten.
Nach anderen Berichten protestierte Hudschr dagegen, das Ziyād bei einem Fall fahrlässiger Tötung eines zum Islam übergetretenen Aramäers (nabaṭī) durch einen muslimischen Araber aus dem Stamm der Banū Asad nicht den Qisās üben lassen wollte. Ziyād wollte bei diesem Fall den Totschläger nur dazu verpflichten, die Diya zu zahlen, mit der Begründung, dass ein Aramäer (Nabaṭī) und ein Araber (ʿArabī) nicht auf der gleichen Stufe ständen. Als die Verwandten des Opfers das nicht akzeptierten und darauf verwiesen, dass man ihnen mitgeteilt habe, dass das Blut aller Muslime gleichwertig sei und Araber nicht über anderen Muslimen ständen, stand Hudschr auf und ergriff für sie Partei. Er verwies auf das Koranwort in Sure 5:45 „Leben um Leben“, warf Ziyād vor, dagegen zu verstoßen, und drohte ihm an, mit dem Schwert gegen ihn vorzugehen, falls er sich nicht daran halte. Nach einem Bericht, den Ibn ʿAsākir zitiert, geißelte er die von Ziyād geplante Ungleichbehandlung der Nicht-Araber als eine „Außerkraftsetzung des Buches Gottes und Übertretung der Sunna seines Propheten“.
Ziyād ließ schließlich den Araber doch töten, schrieb aber danach einen Brief an Muʿāwiya, in dem er sich darüber beschwerte, dass Hudschr und seine Anhänger seine Entscheidungen und Urteile zurückwiesen, und um Erlaubnis bat, ihn töten zu dürfen. Muʿāwiya antwortete ihm, dass er ihn milde behandeln solle, bis er einen Beweis gegen ihn in der Hand halte.

#### Hudschrs „Aufstand“ gegen ʿAmr ibn Huraith
Nach einem Bericht, den al-Balādhurī zitiert, plante Ziyād, regelmäßig die sechs Wintermonate in Basra und die sechs Sommermonate in Kufa zu verbringen. Während seiner ersten Abwesenheiten in Kufa setzte er ʿAmr ibn Huraith al-Machzūmī als seinen dortigen Stellvertreter ein. In dieser Zeit kam es zu einer Eskalation der Situation. Nach dem Bericht al-Isfahānīs soll schon ʿUthmāns Halbbruder ʿUmāra ibn ʿUqba Ziyād vorausgesagt haben, dass Hudschr während seiner Abwesenheit einen Aufstand anzetteln werde. Ziyād ließ daraufhin Hudschr kommen und ermahnte ihn. Eine andere Überlieferung berichtet davon, dass Ziyād Hudschr dazu aufforderte, ihn nach Basra zu begleiten, Hudschr sich jedoch mit einer Krankheit entschuldigte und nicht mitkam.
Über das, was nach Ziyāds Abreise passierte, gibt es unterschiedliche Berichte. Nach Muhammad ibn Saʿd (gest. 845) wurde Hudschr, wenn er in die Moschee kam, von der Schia, also der Partei ʿAlīs, begleitet. ʿAmr ibn Huraith ließ Hudschr durch einen Boten warnen, dass er mit diesem Verhalten gegen das Versprechen verstoße, das er Ziyād gegeben habe. Als Hudschr sinngemäß antwortete, dass dies nur der Anfang sei, teilte ʿAmr dies Ziyād mit und empfahl ihm, eilig nach Kufa zurückzukommen. Ad-Dīnawarī berichtet, dass ʿAmr ibn Huraith an einem Freitag den Minbar bestiegen habe, um die Freitagspredigt zu halten, und Hudschr und seine Gefährten sich vor ihn gesetzt und ihn mit Kieseln beworfen hätten. ʿAmr sei daraufhin vom Minbar gestiegen, habe sich in den Palast zurückgezogen und einen Brief an Ziyād geschrieben, in dem er ihm über das Verhalten von Hudschr und seinen Gefährten Mitteilung machte. Nach dem Bericht Abū l-Faradsch al-Isfahānīs ging die Schia während Ziyāds Abwesenheit weiter bei Hudschr ein und aus. Bei den Gottesdiensten, so schreibt er, füllten die Schiiten ein Drittel oder die Hälfte der Moschee von Kufa aus, machten dort Geschrei, beschimpften Muʿāwiya und setzten Ziyād herab. Auch nach diesem Bericht bewarfen Hudschrs Anhänger ʿAmr mit Kieseln, und er benachrichtigte Ziyād.
Erheblich weiter ging Hudschrs Aufsässigkeit nach einem Bericht, den Balādhurī nach Haitham ibn ʿAdī (gest. 822) zitiert. Demnach ließ ʿAmr einmal Hudschr fragen, um was für Gruppen es sich handele, die sich bei ihm versammelten, woraufhin ihm Hudschr antwortete: „Eine Gruppe, die das ablehnt, was ihr tut.“ Als ʿAmr dann Leute zu ihnen schickte, wurden sie von Hudschrs Anhängern angegriffen, so dass sie zum Regierungssitz (dār al-imāra) flüchten mussten. Darauf schrieb ʿAmr an Ziyād einen Brief, in dem er ihm mitteilte, dass die Stadt unter Hudschrs Kontrolle sei und sich nur noch der Regierungssitz in seiner Hand befinde. Wenn ihm etwas an Kufa liege, sei Eile geboten.
Ibn ʿAsākir zitiert einen Bericht, wonach man Hudschr beschuldigte, dass er sich zusammen mit 3.000 bewaffneten Männern aus Kufa in der Moschee versammelt hatte. Nach einem mündlichen Bericht, auf den adh-Dhahabī verweist, hatte Hudschr mit 3.000 Bewaffneten sein Lager außerhalb von Kufa aufgeschlagen. Dann habe er seine Meinung geändert und die Waffen niedergelegt. Mit diesem Verhalten Hudschrs wird in dem mündlichen Bericht auch die spätere Härte Ziyāds ihm gegenüber gerechtfertigt. Ziyād habe gefürchtet, dass Hudschr noch einmal eine Revolte durchführen könne, und ihn deswegen mit seinen Anhängern zu Muʿāwiya geschickt.

#### Ziyāds Rückkehr und die Einschaltung der kufischen Notabeln
Die verschiedenen Überlieferungen berichten übereinstimmend, dass Ziyād nach der Benachrichtigung durch ʿAmr eilig nach Kufa zurückkehrte. Nach Muhammad ibn Saʿd beauftragte er daraufhin eine Anzahl von angesehenen Persönlichkeiten (ašrāf) aus Kufa, darunter ʿAdī ibn Hātim at-Tā'ī, Dscharīr ibn ʿAbdallāh al-Badschalī und Chālid ibn ʿUrtufa al-ʿUdhrī, den Beisassen (ḥalīf) der Banū Zuhra, zu Hudschr zu gehen, um ihn dazuzubringen, seine Kontakte zu den Schiiten abzubrechen und sich vor Äußerungen, wie er sie gemacht hatte, zu hüten. Hudschr schenkte der Gruppe jedoch kein Gehör, weswegen die Männer unverrichteter Dinge abzogen. Sie gingen zu Ziyād und berichteten ihm von Hudschrs Reaktion und baten ihn um Milde für ihn.
Nach einem Bericht, den at-Tabarī zitiert, eilte Ziyād zu den Aschrāf von Kufa und sagte zu ihnen: „O ihr Leute von Kufa. Schlagt ihr mit der einen Hand und verarztet mit der anderen? Eure Körper sind mit mir, aber eure Zuneigung gilt Hudschr, diesem von Fliegen umgebenen Dummkopf. Ihr seid mit mir, aber eure Brüder, Söhne und Sippen sind mit Hudschr.“ Die Aschrāf eilten daraufhin zu Ziyād und sicherten ihm und dem Kalifen ihre Loyalität zu. Er befahl ihnen hernach, zu der Gemeinschaft Hudschrs zu gehen und einzeln jeweils ihre Verwandten dazu aufzurufen, sich von ihr abzuwenden. Die Aschrāf folgten seiner Anweisung und konnten die meisten ihrer Verwandten dazu bringen, sich von Hudschr zu lösen. Nur eine Minderheit hielt noch zu ihm. Nach einem Bericht, den Ibn ʿAsākir zitiert, verblieben lediglich 30 Männer bei ihm.

#### Flucht und Gefangennahme
Nach dem Bericht von Abū Michnaf, den at-Tabarī zitiert, wies Ziyād daraufhin seinen Polizeichef Schaddād ibn Haitham al-Hilālī an, Hudschr mit seinen Männern zu holen. Für den Fall, dass er sich weigerte, sollten seine Männer die Anhänger Hudschrs mit Stöcken angreifen, bis sie ihn auslieferten. Da Hudschrs Anhänger fast alle unbewaffnet waren, empfahlen sie ihm, zu seiner Familie zu fliehen, damit ihn sein Volk verteidigte. Zwei Männer von den Azd brachten ihn in ihr Viertel, wo er sich eine Zeitlang versteckte. Später erreichte Hudschr sein Haus im Viertel der Kinda. Qais ibn Qahdān rief die Kinda dazu auf, Hudschr zu unterstützen, doch folgten nur wenige seinem Aufruf. Ziyād konnte derweil die Stämme Madhhidsch und Hamdān und verschiedene jemenitische Stämme gegen Hudschr mobilisieren. Als Hudschr das sah, entließ er seine Leute, um sie vor einer vernichtenden Niederlage zu bewahren.
Hudschr flüchtete daraufhin durch die Viertel von Kufa, wobei er zum Teil private Passagen (ḫauḫāt) nutzte, die Häuser auf der Rückseite verbinden, ohne dabei öffentliche Gassen zu berühren. Seine Flucht dauerte mehrere Tage und Nächte, wobei er in mehreren Häusern von Personen, die unterschiedlichen Stämmen angehörten, Aufnahme fand. Der Bericht von Abū Michnaf, den at-Tabarī zitiert, enthält zahlreiche Details über die Stämme, die ihm Unterschlupf gewährten oder auch nicht, sowie die Stämme, die Ziyād unterstützen bzw. dies ablehnten.
Da Ziyād Hudschr nicht zu fassen bekam, setzte er nun seinen Stammesgenossen Muhammad, den Sohn von al-Aschʿath ibn Qais, unter Druck. Er drohte ihm an, ihn zu zerstückeln, wenn er ihm nicht innerhalb von drei Tagen Hudschr bringen werde. Hudschr schickte daraufhin einen Jüngling namens Raschīd, der aus Isfahan stammte, zu Muhammad ibn al-Aschʿath und forderte ihn auf, mit einer Anzahl von Männern zu Ziyād zu gehen und für ihn eine Sicherheitsgarantie (amān) zu erbitten. Diese Sicherheitsgarantie sollte beinhalten, dass Ziyād nichts gegen Hudschr unternehmen, sondern ihn zu Muʿāwiya schicken würde, damit dieser das Urteil über ihn spreche. Muhammad ibn al-Aschʿath ging daraufhin mit seinen Stammesgenossen Hudschr ibn Yazīd, Dscharīr ibn ʿAbdallāh und ʿAbdallāh ibn Hārith zu Ziyād und bat ihn um die gewünschte Sicherheitsgarantie. Ziyād erklärte sich einverstanden, woraufhin Hudschr sich stellte.
Als Hudschr zu Ziyād kam, war er verletzt, weil ihn Yazīd ibn Tarīf al-Muslī mit einer Stange auf den Oberschenkel geschlagen hatte. Nach einem Bericht, den al-Balādhurī anführt, antwortete Hudschr auf die Frage Ziyāds, warum er in Friedenszeiten Krieg führe, dass er immer noch zu seinem Treueid stehe. In anderen Berichten wird an dieser Stelle spezifiziert, dass Hudschr sagte, dass er noch zu seinem Treueid gegenüber Muʿāwiya stehe. Dementsprechend äußerte später Ibn ʿAbd al-Barr, dass sich Hudschr von Ziyād losgesagt habe, nicht aber von Muʿāwiya.
Anschließend ließ Ziyād Hudschr ins Gefängnis werfen. Nach einem Bericht, den at-Tabarī überliefert, rief Hudschr, als er abgeführt wurde, mit lautester Stimme: „Ich stehe zu meinem Treueid. Ich kündige ihn weder auf, noch bitte ich um Aufkündigung.“ Nach dem Bericht war es ein kalter Morgen, und Hudschr trug einen Burnus. Er blieb zehn Tage inhaftiert, während derer Ziyād seine führenden Anhänger suchen ließ. Die Anhänger Hudschrs flohen aus der Stadt, doch konnte Ziyād mehrere von ihnen gefangen nehmen; diese ließ er ebenfalls ins Gefängnis werfen. Einen von ihnen, nämlich Ribʿī ibn Hirāsch al-ʿAbsī, ließ er auf Bitten eines Stammesverwandten wieder frei.

#### Anklageschrift und Zeugen
Nach einem Bericht, den at-Tabarī nach Abū Michnaf zitiert, ließ nun Ziyād die Anführer der vier Divisionen der kufischen Armee kommen und bezeugen, welche Vergehen sie von Hudschr gesehen hatten. Es handelte sich um ʿAmr ibn Huraith, Chālid ibn ʿUrfuta, Qais ibn al-Walīd und Abū Burda, den Sohn von Abū Mūsā al-Aschʿarī. Diese vier Männer bezeugten in einem Schriftstück die folgenden Punkte:
1. Hudschr hat die Volksmenge um sich versammelt und offen den Kalifen beschimpft,
2. Er hat dazu aufgerufen, den Kalifen zu bekämpfen,
3. Er hat behauptet, dass der Oberbefehl über die Muslime in gültiger Weise nur in den Händen der Familie von Abū Tālib sein könne,
4. Er hat in der Stadt Unruhen verursacht und den Statthalter vertrieben,
5. Er hat Abū Turāb (= ʿAlī ibn Abī Tālib) offen von Schuld freigesprochen und Gottes Gnade für ihn erfleht,
6. Er hat sich von den Feinden ʿAlīs und denjenigen, die ihn bekämpft haben, losgesagt.
7. Diejenigen, die bei ihm sind, sind die Anführer seiner Gefährten und denken und handeln in gleicher Weise.[97]

Nach einem anderen Bericht, den at-Tabarī ebenfalls nach Abū Michnaf zitiert, enthielt die Anklageschrift auch die folgenden Vorwürfe: Hudschr habe den Gehorsam aufgekündigt, die Gemeinschaft (ǧamāʿa) verlassen, den Kalifen verflucht, und zu Krieg und Fitna aufgerufen, er rufe zur Aufkündigung der Baiʿa und zur Absetzung des Befehlshabers der Gläubigen Muʿāwiya auf und „habe einen glatten Akt des Unglaubens gegenüber Gott begangen“. Ziyād ließ sich die Richtigkeit dieser Vorwürfe von Abū Burda und den Anführern der drei anderen Divisionen der kufischen Armee bestätigen. Der Ausdruck in der Anklageschrift, dass Hudschr einen „glatten Akt des Unglaubens gegenüber Gott begangen“ (kafara bi-Llāhi kafratan ṣalʿāʾ) habe, soll eine Anspielung darauf gewesen sein, dass der Unglaube Hudschrs mit ʿAlī verbunden war, der glatzköpfig (aṣlaʿ) war. Die herausragende Rolle, die Abū Burda bei der Anklage gegen Hudschr spielte, wird von Ibn Abī l-Hadīd (gest. 1258) damit erklärt, dass er den Hass auf ʿAlī von seinem Vater geerbt habe.
Ziyād hielt allerdings das Schriftstück der vier Zeugen nicht für ausreichend und brachte seinen Wunsch nach einer größeren Anzahl von Zeugen zum Ausdruck. Er ließ schließlich 70 Persönlichkeiten aus Kufa das Fehlverhalten von Hudschr und seinen Anhängern bezeugen. Von diesen Personen, die das Dokument unterschrieben haben sollen, werden 45 namentlich in den arabischen Quellen erwähnt. Von al-Muchtār ibn Abī ʿUbaid und ʿUrwa ibn al-Mughīra wird berichtet, dass sie sich der Zeugnisablegung durch Flucht entzogen. Allerdings ließ Ziyād unter die Anklageschrift auch die Namen von Personen setzen, die gar nicht anwesend gewesen waren, so zum Beispiel von dem Qādī Schuraih ibn al-Hārith al-Kindī und dem Krieger Schuraih ibn Hāni' al-Hārithī. Letzterer soll Ziyād deswegen getadelt und der Lüge beschuldigt haben.

#### Überführung von Hudschr und seinen Anhängern nach Syrien
Nach ad-Dīnawarī schickte Ziyād Hudschr und seine Gefährten mit hundert Soldaten zu Muʿāwiya. Ibn ʿAbd al-Barr schreibt, dass die Männer alle in Eisenketten gelegt waren. Ein Augenzeuge will Hudschr gesehen haben, als er von Ziyād zu Muʿāwiya überstellt wurde: Er saß auf dem Rücken eines Kamels mit beiden Beinen auf einer Seite. Der Zug wurde von Wā'il ibn Hudschr al-Hadramī und Kathīr ibn Schihāb al-Hārithī angeführt, die auch das Schreiben für Muʿāwiya mit sich führten.
Nach at-Tabarī wurden die Männer nach Mardsch ʿAdhrā' (arab. marǧ ʿaḏrāʾ = „Jungfernwiese“) gebracht, einem Ort, der sich in zwölf Meilen Entfernung von Damaskus befand. Insgesamt handelte es sich um zwölf Männer, nämlich Hudschr selbst, al-Arqam ibn ʿAbdallāh von den Kinda, Scharīk ibn Schaddād von den Hadramaut, Saifī ibn Fāsil von den Schaibān, Qubaisa ibn Dubaiʿa von den ʿAbs, Karīm ibn ʿAfīf von den Chathʿam, ʿĀsim ibn ʿAuf und Warqā' ibn Sumaiy von den Badschīla, Kidām ibn Haiyān und ʿAbd ar-Rahmān ibn Hassān von den ʿAnaza sowie Muhriz ibn Schihāb und ʿAbdallāh ibn Hawīya von den Tamīm. Die Liste zeigt, dass sich die Anhänger der Bewegung sowohl aus südarabischen als auch aus nordarabischen Stämmen rekrutierten.

### Das Vorgehen Muʿāwiyas

#### Verlesung der Schreiben von Ziyād und Schuraih
Nach dem Bericht Abū Michnafs, den at-Tabarī zitiert, ließ Muʿāwiya, als die Männer in Syrien angekommen waren, nur Wā'il ibn Hudschr und Kathīr ibn Schihāb zu sich kommen. Er ließ sie eintreten, öffnete das Schreiben von Ziyād und las es den Syrern laut vor. In diesem Schreiben wurde Ziyād Hudschr als Anführer einer Gruppe von Sektierern (ṭawāġīṭ) aus dem Kreis der saba'itischen Turābīya beschrieben, die sich gegen den Kalifen stellten, die Gemeinschaft der Muslime verlassen hatten und „gegen uns Krieg führen.“ Am Ende des Schreibens war die Anklageschrift mit den Zeugen der Notablen von Kufa angehängt.
Wā'il ibn Hudschr übergab Muʿāwiya auch ein Schreiben von Schuraih ibn Hāni', das dieser ihm mitgegeben hatte. Dieses Schreiben wurde ebenfalls von Muʿāwiya verlesen. Nach al-Balādhūrī stammte dieses Schreiben nicht von Schuraih ibn Hāni', sondern von dem Qādī Schuraih ibn al-Hārith al-Kindī. Schuraih teilte dem Kalifen darin mit, dass sein Name ohne sein Wissen unter die Anklageschrift gesetzt worden sei, und bezeugte, dass Hudschr ein frommer Muslim sei, der alle religiösen Pflichten verrichte, das Rechte gebiete und Unrechte verbiete. Da er völlig im Islam aufgehe, sei es verboten, sein Blut zu vergießen. Muʿāwiya soll, als er den Brief las, nur geäußert haben: „Dieser hat sich selbst aus der Zeugenliste gestrichen“ (ammā hāḏā fa-qad aḫraǧa nafsa-hū min aš-šahāda).

#### Briefwechsel mit Ziyād und Überführung weiterer Gefangener
Während die Männer in Mardsch ʿAdhrā' gefangengesetzt wurden, schrieb Muʿāwiya einen Brief an Ziyād, in dem er ihm mitteilte, dass er hinsichtlich ihrer angemessenen Bestrafung unsicher sei und zwischen Hinrichtung und Begnadigung schwanke. Ziyād schrieb ihm daraufhin zurück, dass er angesichts der Zeugenaussagen über seinen Zweifel erstaunt sei und ihm nicht empfehle, Hudschr und seine Gefährten zurückzusenden, wenn ihm etwas an dem Misr von Kufa liege. Diesen Brief ließ er Muʿāwiya durch Yazīd ibn Hudschaiya at-Taimī zukommen. Yazīd ibn Hudschaiya überführte bei seiner Reise zu Muʿāwiya auch zwei weitere Männer nach Syrien, nämlich ʿUtba ibn al-Achnas von den Hawāzin und Saʿd ibn Nimrān von Hamdān, so dass die Anzahl der Gefangenen in Mardsch ʿAdhrā' auf insgesamt 14 Männer anstieg.
In Mardsch ʿAdhrā' hatte Yazīd Kontakt mit Hudschr und seinen Gefährten und informierte sie über den Inhalt des Schreibens von Ziyād an Muʿāwiya. Hudschr bat ihn, dem Kalifen mitzuteilen, dass er zu seinem Treueid stehe und ihn weder aufkündige, noch um Aufkündigung bitte. Die Zeugenaussagen gegen ihn, so soll er gesagt haben, stammten nur von Feinden und unglaubwürdigen Personen. Yazīd überbrachte Muʿāwiya den Brief von Ziyād und teilte ihm auch mit, was Hudschr gesagt hatte. Der Kalif antwortete darauf, dass Ziyād bei ihm glaubhafter sei als Hudschr.
Möglicherweise standen Hudschr und seine Anhänger in brieflichem Kontakt zu den Charidschiten von Basra. Nach einem Bericht, den Ibn ʿAsākir zitiert, fand man bei ihnen in Mardsch ʿAdhrā' einen Brief an den Charidschiten Abū Bilāl Mirdās ibn Udaiya, in dem die Worte standen: „Mohammed und seine Gefährten haben aufgrund der Offenbarung (tanzīl) gekämpft, kämpft ihr aufgrund der Deutung (taʾwīl)!“.

#### Konsultation der Notabeln und Gnadengesuche
Entweder vor oder nach dem Briefwechsel mit Ziyād befragte Muʿāwiya die arabischen Kommandeure Syriens nach ihrer Meinung über Hudschr und seine Anhänger. Der Umaiyade Saʿīd ibn al-ʿĀs empfahl ihm, die Männer unter ihren Stämmen in Syrien zu verteilen, wobei dann jeder Verband für seinen Stammesangehörigen bürgen sollte. Die Seuchen Syriens (ṭawāʿīn aš-Šām) würden dann für den Rest sorgen. Eine ähnliche Empfehlung gab Yazīd ibn Asad aus dem Stamm der Badschīla. Nach einem anderen Bericht riefen einige Menschen zur sofortigen Tötung Hudschrs auf, während ʿAbdallāh ibn Zaid aus dem Stamm Badschīla ihre Begnadigung empfahl, mit dem Argument, dass sie der Gottesfurcht näher sei. Doch fand er damit unter den Anwesenden keine Zustimmung.
In der Folgezeit legten verschiedene syrische Araber bei Muʿāwiya Fürsprache für ihre gefangenen Verwandten ein und baten um ihre Freilassung. Auf diese Weise erreichten Dscharīr ibn ʿAbdallāh und Yazīd ibn Asad die Freilassung der beiden Männer von den Badschīla, Wā'il ibn Hudschr die Freilassung von al-Arqam ibn ʿAbdallāh, Abū l-Aʿwar die Freilassung von ʿUtba ibn al-Achnas, Humra ibn Mālik die Freilassung von Saʿd ibn Nimrān und Habīb ibn Maslama die Freilassung von ʿAbdallāh ibn Hawīya. Diejenigen Männer, die Muʿāwiya begnadigte, ließ er später auf verschiedene Distrikte verteilen, so dass sich in keinem mehr als einer niederließ.
Nach Berichten, die at-Tabarī und al-Balādhurī zitieren, bat nun in gleicher Weise auch Muʿāwiyas General Mālik ibn Hubaira as-Sakūnī, der selbst ein Kindit war, um Hudschrs Freilassung. Muʿāwiya wies seine Fürsprache jedoch zurück, mit dem Argument, dass Hudschr der Anführer der Gruppe sei und im Falle seiner Freilassung damit zu rechnen sei, dass er ihm die Stadt Kufa verderben werde. Er sei dann gezwungen, Mālik und seine Leute zu ihm in den Irak zu entsenden und gegen Hudschr kämpfen zu lassen. Mālik brachte seine Unzufriedenheit über die Ablehnung seines Gesuchs zum Ausdruck und warf Muʿāwiya Undankbarkeit vor: Er habe für ihn bei Siffīn gegen ʿAlī gekämpft, werde aber jetzt von ihm ungerecht behandelt.

#### Die Hinrichtung
Nach der vergeblichen Fürsprache Mālik ibn Hubairas für Hudschr schickte Muʿāwiya Hudba ibn al-Faiyād von den Qudāʿa, al-Husain ibn ʿAbdallāh von den Kilāb und noch einen dritten Mann zu den Gefangenen nach Mardsch ʿAdhrā'. Ein Gesandter Muʿāwiyas teilte den Gefangenen mit, dass sechs von ihnen freigelassen und die übrigen acht getötet werden sollten. Die geplante Hinrichtung begründete er mit der Anklageschrift Ziyāds und den Zeugenaussagen der Bewohner von Kufa. Außerdem stellte er denjenigen, die hingerichtet werden sollten, in Aussicht, dass man sie freilassen werde, wenn sie sich von ʿAlī lossagten und ihn verfluchten. Zwei Männer, ʿAbd ar-Rahmān ibn Hassān von den ʿAnaza und Karīm ibn ʿAfīf von den Chathʿam, baten daraufhin, zum Kalifen geschickt zu werden, und versprachen, das über ʿAlī ibn Abī Tālib zu sagen, was er sage. Sie wurden daraufhin vor den Kalifen geführt. Der ʿAnazit soll beim Abschied Hudschr als vortrefflichen „Bruder des Islams“ (aḫū l-islām) gelobt haben.
Da Hudschr und die fünf anderen Männer sich weigerten, sich von ʿAlī loszusagen, wurden sie hingerichtet. Über die Identität des Mannes, der Hudschr tötete, gibt es unterschiedliche Angaben: Während es nach at-Tabarī der Einäugige Hudba ibn al-Faiyād war, hieß er nach Ibn al-Kalbī Abū l-Aʿwar und gehörte dem Stamm der Banū Sulaim an. Die Männer, die neben Hudschr hingerichtet wurden, waren Scharīk ibn Schaddād al-Hadramī, Saifī ibn Fusail asch-Schaibānī, Qabīsa ibn Dubaiʿa al-ʿAbsī, Muhriz ibn Schihāb at-Tamīmī und Kudām ibn Haiyān al-ʿAnazī. Von den beiden Männern, die vor Muʿāwiya geführt wurden, wurde der Chatʿamit durch Fürsprache eines Verwandten freigelassen, durfte aber nicht nach Kufa zurückkehren; der ʿAnazit wurde dagegen wegen seiner Weigerung, ʿAlī zu verfluchen und ʿUthmān zu loben, zu Ziyād in den Irak zurückgeschickt und von diesem bei lebendigem Leibe eingemauert.
Die Kränkung der zurückgewiesenen Fürsprache brachte Muʿāwiyas General Mālik ibn Hubaira an den Rand einer Rebellion. Er versammelte Leute von den Kinda und anderen jemenitischen Stämmen um sich und zog mit ihnen mit ihnen nach Mardsch ʿAdhrā', um Hudschr und seine Gefährten zu befreien, doch als sie dort ankamen, war die Hinrichtung bereits vollzogen. Mālik kehrte daraufhin um und zog sich in sein Haus zurück. Nach dem Bericht, den at-Tabarī zitiert, schickte ihm Muʿāwiya am Abend einen Betrag von 100.000 Dirham, um ihn für die Kränkung zu entschädigen, und Mālik ließ sich damit zufriedenstellen.
At-Tabarī führt die Hinrichtung Hudschrs und seiner Gefährten unter dem Jahre 51 (= 671 n. Chr.) auf. Auch Ibn ʿAbd al-Barr datiert sie auf das Jahr 51. Die genaueste Zeitangabe findet sich in einer auf Abū Michnaf zurückgeführten Überlieferung, der zufolge Hudschr im Schaʿbān 51 (= August/September 671) hingerichtet wurde. Aus der Tatsache, dass es einen Bericht gibt, wonach Hudschr an einem kalten Morgen zu Ziyād gebracht wurde, kann geschlossen werden, dass Hudschr und seine Gefährten mehrere Monate im Gefängnis von Mardsch ʿAdhrā' verbracht haben. Allerdings gibt es auch abweichende Datierungen. Al-Yaʿqūbī datiert Hudschrs Hinrichtung auf das Jahr 52 der Hidschra (= 672 n. Chr.), al-Masʿūdī auf das Jahr 53 (= 673 n. Chr.), kennt aber auch die Auffassung, dass sie im Jahre 50 (= 670 n. Chr.) erfolgte.

## Rolle seiner Familie während des Aufstands von al-Muchtār
Die Familie Hudschrs spielte eine bedeutende Rolle während des schiitischen Aufstands von al-Muchtār ibn Abī ʿUbaid im Jahre 685. Muʿādh, ein Sohn seines Bruders Hāni', gehörte zu den 17 Männern, die im Auftrag der Schiiten von Kufa zu Muhammad ibn al-Hanafīya in Mekka reisten, um ihn nach Kufa zu holen. Dieser Neffe Hudschrs floh nach dem Scheitern des Aufstands nach Syrien. Hudschrs eigene Söhne ʿAbdallāh und ʿAbd ar-Rahmān (bzw. nach anderer Überlieferung ʿUbaidallāh) wurden zusammen mit al-Muchtār von Musʿab ibn az-Zubair hingerichtet. Ein anderer Neffe Hudschrs, Hāni' ibn Dschaʿd ibn ʿAdī, gehörte zu den hochstehenden Persönlichkeiten von Kufa.

## Rezeption

### Beurteilung seiner Hinrichtung durch die Zeitgenossen und die Nachwelt

#### Die Reaktion ʿĀ'ischas
Die meisten muslimischen Zeitgenossen waren über die Hinrichtung Hudschrs und seiner Anhänger empört. Nach Muhammad ibn Saʿd hatte ʿĀ'ischa schon, als sie von der geplanten Hinrichtung erfuhr, ʿAbd ar-Rahmān ibn al-Hārith al-Machzūmī mit einem Brief zu Muʿāwiya geschickt, in der sie um Freilassung der Männer bat. Er kam allerdings erst bei Muʿāwiya an, als die Männer bereits hingerichtet waren. Bekannt ist der Wortwechsel zwischen ʿĀ'ischas Gesandten al-Hārith und dem Kalifen: Als er Muʿāwiya fragte, wo die Milde (ḥilm) seines Vaters Abū Sufyān ibn Harb geblieben sei, antwortete er, dass sie so von ihm abwesend gewesen sei, wie auch ein Mann seinesgleichen unter seinen Leuten gefehlt habe. Dies wird als ein Ausdruck der Reue interpretiert. Bei Ibn ʿAbd al-Barr wird ergänzt, dass al-Hārith zu Muʿāwiya gesagt haben soll: „Von nun an werden dich die Araber nie mehr aufgrund von Milde (ḥilm) oder Urteil für gerecht halten. Du hast eine Gruppe von Muslimen getötet, die zu Dir als Gefangene geschickt wurden.“ Muʿāwiya soll sich daraufhin damit gerechtfertigt haben, dass Ziyād ihm geschrieben, ihre Sache besonders schlimm dargestellt und ihn vor ihrer spalterischen Wirkung gewarnt hätte.
ʿĀ'ischa scheint die Tötung Hudschrs sehr beschäftigt zu haben. Sie soll geäußert haben: „Wenn nicht die nachträgliche Veränderung von Dingen sie schlimmer machen würde als vorher, hätten wir die Tötung Hudschrs ungeschehen gemacht.“ Nach einer Überlieferung, die al-Balādhurī zitiert, führte sie die Hinrichtung Hudschrs auf die schwache Widerstandskraft der Leute von Kufa zurück. Später stellte sie Muʿawiya wegen der Hinrichtung Hudschrs und seiner Anhänger zur Rede, als er im Zusammenhang mit dem Haddsch nach Medina kam und sie besuchte. Nach einem Bericht, den Ibn ʿAbd al-Barr zitiert, war die Tötung Hudschrs das erste, worauf ʿĀ'ischa Muʿāwiya bei seinem Besuch ansprach. Nach einem anderen Bericht, den Ibn ʿAsākir zitiert, weigerte sich ʿĀ'ischa zunächst, Muʿāwiya bei ihr eintreten zu lassen, und gab erst nach seinem eindringlichen Bitten nach. Nach verschiedenen Überlieferungen, die unter anderem auf Muʿāwiyas Statthalter Marwān ibn al-Hakam bzw. Saʿīd ibn al-Musaiyab zurückgeführt werden, fragte ʿĀ'ischa Muʿāwiya, ob er nicht fürchte, dass sie einen Mann versteckt habe, um ihn zu töten. In einer Version des Berichts, die at-Tabarī zitiert, fragt ʿĀ'ischa ihn außerdem, ob er nicht wegen der Tötung von Hudschr und seiner Männer Gott fürchte.
Auch über die Reaktion Muʿāwiyas gibt es unterschiedliche Berichte. Nach einem von ihnen wies er die Verantwortung für die Hinrichtung mit der Aussage von sich, dass diejenigen, die gegen die Männer ausgesagt hätten, sie getötet hätten. In dem Bericht, den Ibn ʿAbd al-Barr zitiert, beendet Muʿāwiya das Gespräch, das sich länger hinzieht, schließlich damit, dass er ʿĀ'ischa auffordert, das Urteil über diese Angelegenheit Gott zu überlassen. Noch ein anderer Bericht besagt, Muʿāwiya habe die Hinrichtung mit den Worten gerechtfertigt: „Ich sah in seiner Tötung das Wohl der Menschen und fürchtete ihr Verderben.“ ʿĀ'ischa soll daraufhin den Propheten mit den Worten zitiert haben: „In ʿAdhrā' werden Menschen getötet werden, für die Gott und die Himmelsbewohner eintreten“ (sa-yuqtalu bi-ʿAḏrāʾ nās yaġḍab Allāh lahum wa-ahl as-samāʾ).

#### Reaktionen anderer Zeitgenossen
Im Hedschas reagierten noch andere Persönlichkeiten empört auf die Hinrichtung Hudschrs. Nach einem Bericht, der über ʿAbdallāh ibn ʿAun auf Nāfiʿ zurückgeführt wird, saß ʿAbdallāh ibn ʿUmar gerade im Sūq, als ihm der Tod von Hudschr gemeldet wurde; er sprang daraufhin auf und ging davon, und man hörte ihn beim Weggehen laut schluchzen. Saʿd ibn Abī Waqqās, der zu dieser Zeit auf einem Landgut in der Nähe von Medina lebte, soll auf die Nachricht von Hudschrs Hinrichtung gesagt haben: „Wenn Muʿāwiya gesehen hätte, was Hudschr an dem Tag leistete, als er die Brücke von Hulwān überquerte, wüsste er, dass er es keinesfalls nötig hatte, seine Zugehörigkeit zum Islam unter Beweis zu stellen.“ Marwān ibn al-Hakam, Muʿāwiyas Statthalter in Medina, soll den Kalifen in einem Brief für die Hinrichtung Hudschrs und seiner Gefährten getadelt haben. Ähnliches wird über ʿAlīs Sohn al-Husain überliefert. Nach einer Überlieferung, die al-Balādhurī anonym zitiert, warf er dem Kalifen in einem Brief vor, „Hudschr ibn ʿAdī und seine betenden und Gottesdienst verrichtenden Anhänger“ getötet zu haben, obwohl er ihnen vorher eine Sichterheitsgarantie gegeben habe.
Auch die Bewohner von Kufa waren über die Hinrichtung von Hudschr und seiner Gefährten äußerst empört. Der kufische Überlieferer Abū Ishāq asch-Schaibānī wird mit der Aussage zitiert, dass die Bewohner von Kufa zu sagen pflegten, dass die erste Schmach (ḏull), die über Kufa gekommen sei, die Tötung von Hudschr gewesen sei. Einige Männer, die die Anklageschrift unterschrieben hatten, sollen sich auch später dafür entschuldigt haben.
Große Bestürzung löste die Nachricht von Hudschrs Hinrichtung auch bei Rabīʿ ibn Ziyād al-Hārithī, Muʿāwiyas Statthalter in Chorasan, aus. Nach einem Bericht, der auf al-Hasan al-Basrī zurückgeführt wird, sagte er, als ihn die Nachricht erreichte: „War nicht die Zeit der Fitna ohne Hinrichtung (qatl aṣ-ṣabr)? Jetzt aber sind Hudschr und seine Gefährten hingerichtet worden. Gab es niemanden, der aufbegehrt, geholfen oder protestiert hat?“ Nach einem anderen Bericht war Rabīʿ so bestürzt, dass er für sich den Tod herbeiwünschte. Al-Balādhurī erzählt, er sei über Hudschrs Tod so bekümmert gewesen, dass er sogar noch am gleichen Tag starb.
Als Muʿāwiyās Militärführer Muʿāwiya ibn Hudhaidsch (gest. 672), der ebenfalls ein Kindit war und sich zu jener Zeit in Ifrīqiya aufhielt, von der Tötung Hudschrs hörte, soll er vor seinen Kampfgefährten eine Ansprache gehalten haben, in der er sagte: „Ihr Brüder von Geburt, Gefährten auf der Reise, und Nachbarn beim Aufenthalt, wir kämpfen für die Herrschaft der Quraisch, und wenn sie errichtet ist, töten sie uns.“
Muʿāwiya selbst soll später die Hinrichtung Hudschrs stark bereut haben. Sufyān ath-Thaurī (gest. 778) erzählte, dass er diese Maßnahme deshalb bereut habe, weil es seine einzige Tötung eines Menschen war, die er für sich nicht begründen konnte.

#### Die Tötung Hudschrs als eine der vier „Todsünden“ Muʿāwiyas
Al-Hasan al-Basrī (gest. 728) betrachtete die Hinrichtung von Hudschr als eine der vier Verfehlungen Muʿāwiyas, die den Charakter einer Todsünde (mūbiqa) hatten. Auch soll er den Ausspruch getan haben: „Wehe dem, der Hudschr und seine Gefährten getötet hat.“ Al-Dschāhiz führt die Hinrichtung Hudschrs am Anfang einer längeren Liste von Vergehen an, mit denen Muʿāwiya seiner Meinung nach gegen die festgelegten Verordnungen (aḥkām manṣūṣa), die bekannten Gesetze (šarāʾiʿ mašhūra) und die aufgestellten Überlieferungen (sunan manṣūba) verstoßen hat. Der abbasidische Kalif al-Muʿtadid zählte 897 in einer Proklamation zur Schmähung Muʿāwiyas die Hinrichtung Hudschrs und seiner Gefährten unter dessen Missetaten auf.
Einer der wenigen muslimischen Gelehrten, die Muʿāwiyas Vorgehen zurückhaltender beurteilten, war Abū Bakr Ibn al-ʿArabī (gest. 1148). Er meinte, dass es über seine Tötung einen Dissens gebe: Die einen sagten, dass sie zu Unrecht (ẓulman) erfolgt sei, die anderen hielten sie dagegen für rechtens (ḥaqqan). Ganz klar auf Muʿāwiyas Seite schlug sich der deutsche Theologe und Orientalist Julius Wellhausen. Er urteilte, dass „Hugr ein Empörer war und die Kufier gern mit sich fortgerissen hätte.“ Ziyād hatte sich seiner Meinung nach dagegen korrekt verhalten und Muʿāwiya sogar einen Beweis von Milde geliefert, indem er den größeren Teil der Anhänger Hudschrs freisprach.

#### „Erste politische Hinrichtung im Islam“
Von Muʿāwiyas Statthalter Rabīʿ ibn Habīb wird bezüglich Hudschr die Aussage überliefert: „Die Araber werden nach ihm weiter hingerichtet werden. Wenn sie bei seiner Tötung aufbegehrt hätten, wäre niemand mehr von ihnen hingerichtet worden. Aber sie hielten still und wurden somit verachtet.“ Der arabische Geschichtsschreiber Al-Masʿūdī führte diesen Gedanken weiter, indem er äußerte, dass Hudschr die erste Person im Islam sei, die in Gefangenschaft getötet wurde (huwa auwal man qutila ṣabran fī l-islām). Noch weiter in seiner Interpretation geht der moderne Historiker M.A. Shaban. Er sieht den Vorfall als „die erste politische Hinrichtung im Islam“.

### Hudschrs Ansehen in der Nachwelt

#### Seine Rolle als Märtyrer
Hudschr gilt aufgrund seiner Hinrichtung durch Muʿāwiya als Märtyrer (šahīd) und hat in dieser Hinsicht sogar Modellfunktion. So wird berichtet, dass der basrische Rechtsgelehrte Muhamad ibn Sīrīn (gest. 728), wann immer er nach der Waschung des Märtyrers gefragt wurde, die Geschichte von Hudschr erzählte. Er verwies dann darauf, dass Hudschr vor seiner Tötung durch Muʿāwiya seine Umgebung aufgefordert habe, von seinem Leichnam nicht das Blut abzuwaschen und ihn in seiner Kleidung zu begraben.
Muhammad ibn Sīrīn scheint auch eine spezielle Überlieferung in die Welt gesetzt haben, die die Ungerechtigkeit der Hinrichtung Hudschrs hervorhebt und damit seine Rolle als Märtyrer besonders betont. Diese Überlieferung wird über Hischām ibn Hassān (gest. 746) auf ihn zurückgeführt. Demnach traf Hudschr ibn ʿAdī in Syrien mit Muʿāwiya zusammen und begrüßte ihn mit den Worten: „Friede sei mit Euch, o Befehlshaber der Gläubigen.“ Daraufhin antwortete der Kalif: „Ach, jetzt bin ich der Befehlshaber der Gläubigen?“ und befahl ohne Umschweife seine Tötung. Es gibt keine andere Quelle, die ein Zusammentreffen Hudschrs mit Muʿāwiya in Syrien erwähnt. In einigen Quellen wird sogar betont, dass Hudschr nicht vor Muʿāwiya geführt wurde. Ibn Sīrīns Überlieferung hatte wahrscheinlich den Zweck, das Märtyrertum Hudschrs zu beweisen und außerdem den despotischen Charakter von Muʿāwiyas Herrschaft herauszustellen.

#### Seine Rolle als Überlieferer
Hudschr gilt auch als Überlieferer von Hadithen. Muhammad ibn Saʿd urteilte, dass er als Überlieferer vertrauenswürdig (ṯiqa) sei. Von Ibrāhīm ibn Yaʿqūb al-Dschuzdschānī wird die Aussage überliefert, dass Hudschr ibn ʿAdī beim Propheten selbst Hadithe gehört habe. Al-Hākim an-Naisābūrī führte über ihn sogar einen Hadith direkt auf den Propheten zurück. Adh-Dhahabī meinte dagegen, dass keine Hadithe über Hudschr direkt auf den Propheten zurückführbar seien.
Nach Ibn ʿAsākir überlieferte Hudschr ausschließlich von ʿAlī ibn Abī Tālib, ʿAmmār ibn Yāsir und Scharāhīl ibn Murra. Muhammad ibn Saʿd zitiert den Bericht eines Sklaven von ihm, wonach dieser Hudschr einmal mitteilte, dass sein Sohn auf die Toilette gegangen sei, ohne anschließend den Wudū' zu verrichten. Daraufhin habe Hudschr ihn angewiesen, ihm eine Pergamentrolle (ṣaḥīfa) von der Fensterluke zu reichen, die Basmala rezitiert und dann vorgelesen: „Das ist, was ich ʿAlī ibn Abī Tālib sagen hörte: Die Reinigung macht die Hälfte des Glaubens aus (aṭ-ṭahūr niṣf al-īmān).“ Zu denjenigen, die von Hudschr überlieferten, gehörten sein Klient Abū Lailā und Abū l-Bachtarī at-Tā'ī.

#### Seine Verehrung in der Schia
Die Schiiten legten Hudschr den Beinamen Hudschr al-Chair („Hudschr, der Gute“) bei, um ihn positiv seinem kufischen Stammesbruder Hudschr ibn al-Yazīd al-Kindī gegenüberzustellen, der vor der Schlacht von Siffīn auf die Seite Muʿāwiyas übergewechselt war. Er wird umgekehrt Hudschr asch-Scharr („Hudschr, der Böse“) genannt.
Der imamitische Gelehrte Abū Dschaʿfar at-Tūsī zählte Hudschr ibn ʿAdī zu den Abdāl.
Wie aus dem Fihrist von Ibn an-Nadīm hervorgeht, haben die schiitischen Geschichtsschreiber Abū Michnaf (gest. 774), Nasr ibn Muzāhim (gest. 827) und Ibn ʿAmmār ath-Thaqafī (gest. 926) Hudschr sogar eigene Bücher gewidmet. Die beiden Bücher von Abū Michnaf und Nasr waren mit Kitāb Maqtal Ḥuǧr ibn ʿAdī („Das Buch über die Tötung Hudschr ibn ʿAdīs“) betitelt, das Buch von Ibn ʿAmmār hieß Kitāb Aḫbār Ḥuǧr ibn ʿAdī („Das Buch über die Nachrichten Hudschr ibn ʿAdīs“).
Hudschr ibn ʿAdī spielt auch eine wichtige Rolle in der modernen schiitischen Populärkultur. So wurde im Jahre 2002 in Iran eine zwölfteilige Fernsehserie über das Leben von Hudschr ibn ʿAdī gedreht. Jede Folge hat eine Länge von ca. 40 Minuten. Die Regie führte Tadschbachsch Fanā'iyān.

#### Sein Ansehen im sunnitischen Islam
Hudschr genießt auch im sunnitischen Islam hohes Ansehen. Der Traditionsgelehrte al-Hākim an-Naisābūrī (gest. 1014) pries ihn als den „Mönch unter den Prophetengefährten“ (rāhib al-aṣḥāb). Der malikitische Gelehrte Ibn ʿAbd al-Barr (gest. 1071) überliefert die Auffassung, dass Hudschrs Bittgebete erhört wurden und er zu den vorzüglichsten Prophetengefährten gehörte. Grundlage für die Vorstellung, dass Hudschrs Bittgebete erhört werden, ist ein Bericht, wonach er während der Gefangenschaft einmal seinen Wächter um Wasser bat, um den Ghusl vollziehen zu können. Da ihm der Wächter das Wasser nicht gab, sprach er ein Bittgebet, woraufhin eine Wolke kam und bei ihm abregnete, so dass er das notwendige Wasser erhielt. Ibn Hadschar al-ʿAsqalānī (gest. 1449) zitiert diesen Bericht aus einem älteren „Buch über die Gottesfreunde“ (Kitāb al-Auliyāʾ) von einem gewissen Ibrāhīm ibn al-Dschunaid.

### Aufbewahrung seiner Gebeine

#### Das Grab Hudschrs in al-ʿAdrā
Das Grab von Hudschr und seinen Anhängern in ʿAdrā (bzw. klassische Schreibung: al-ʿAdhrā') 25 Kilometer nordöstlich von Damaskus wird schon im Mittelalter von arabischen Autoren erwähnt. Ibn ʿAsākir (gest. 1176) schreibt, dass die Moschee von Hudschrs Grab in ʿAdhrā' bekannt sei. ʿAlī ibn Abī Bakr al-Harawī (gest. 1215) nennt Hudschrs Grab unter den Pilgerorten Syriens. Der syrische Gelehrte adh-Dhahabī (gest. 1348) schreibt über Hudschr und seine Gefährten, dass ihr „Ort des Martyriums“ (mašhad) in ʿAdhrā' sichtbar sei und besucht werde. Der syrische Gelehrte al-Muhibbī (gest. 1699) zitiert Ibn Kathīr mit der Aussage, dass es wünschenswert sei, die Gräber der Märtyrer im Dorf ʿAdhrā' zu besuchen, und zählt die Namen von Hudschr und seinen Anhängern auf, die allerdings nicht vollständig mit den in den klassischen Quellen genannten Namen übereinstimmen. Alle sieben seien sie in einem Schrein in der Moschee des Dorfes beigesetzt.
Das Grab in al-ʿAdhrā' hat in den letzten Jahrzehnten an Bedeutung gewonnen. Während Janine Sourdel-Thomine, die den Ort in den frühen 1950er Jahren besuchte, dort nur einen zerfallenen Grabbau vorfand, der von der lokalen Bevölkerung šaiḫ ʿUdī genannt wurde, wurde dieser Bau später mit einer goldenen Kuppel versehen.
Heute gehört das Grab Hudschrs zu den wichtigsten Wallfahrtsorten der schiitischen Muslime in der Umgebung von Damaskus. Während des Syrischen Bürgerkriegs gab es einen Überfall auf das Grab. Am 3. Mai 2013 berichtete der Koordinierungsrat der Syrischen Revolution im Gouvernement Rif Dimaschq in einer über Twitter verbreiteten Erklärung, dass eine Anzahl von Kämpfern der Freien Syrischen Armee die sterblichen Überreste von Hudschr ibn ʿAdī exhumiert und an einen anderen nicht genannten Ort überführt habe. Ziel der Aktion sei es gewesen, die Menschen von religiösen Besuchen des Grabs abzuhalten, die ihrer Meinung nach Schirk darstellten. Bilder, die von dem Vorfall veröffentlicht wurden, zeigten, dass man den Sarkophag zerschlagen und an der Stelle ein Loch in den Boden gegraben hatte. Der Vorfall rief in der islamischen Welt große Empörung hervor. Nach einem Bericht in der New York Times wurde auf Facebook einem Mann namens Abu Anas al-Wazīr oder Abū l-Barā'a „das Verdienst“ für die Tat zugeschrieben und erklärt, dass er ein Anführer der zur Freien Syrischen Armee gehörenden „Islam-Brigade“ sei. Nach einem Bericht der Nachrichtenagentur Fars nahm die Syrische Armee den Ort im September 2014 wieder ein und vertrieb die Kämpfer, die für die Grabschändung verantwortlich waren.

#### Die al-Aqsāb-Moschee in Damaskus
Seit dem 17. Jahrhundert gibt es die Vorstellung, dass Hudschr und seine Gefährten in der Al-Aqsāb-Moschee in Damaskus begraben sind. Im 15. Jahrhundert schrieb Yūsuf Ibn ʿAbd al-Hādī (gest. 1503) über diese Moschee, dass sich in ihr „die Köpfe der Prophetengefährten“ befinden. Die Identifizierung dieser Prophetengefährten mit Hudschr und seinen Gefährten scheint auf den syrischen Qādirīya-Sufi Muhammad al-Marzinātī (gest. 1605/06) zurückzugehen. Er wird mit der Aussage zitiert, dass er die Namen der Prophetengefährten im Traum gesehen habe; ihre Körper befänden sich in dem Dorf ʿAdhrā', ihre Köpfe in as-Sabʿa, ihre „Röhren“ (aqṣāb) in der al-Aqsāb-Moschee und ihre Füße in der Moschee von al-Qadam. Heute befindet sich auf der nördlichen Seite der Moschee eine Grabkammer, über deren Tür eine Marmorinschrift angebracht war, die sie als Ruhestätte von Hudschr und seinen Gefährten ausweist.

### Religionsgeschichtliche Würdigung
In der westlichen Orientalistik ist Hudschr vor allem im Rahmen der schiitischen Religionsgeschichte betrachtet worden. Julius Wellhausen äußerte, dass sein Martyrium gewissermaßen „das Vorspiel zu dem des schiitischen Hauptmärtyrers, Husain b. Ali“ bildete. Henri Lammens urteilte, sein Tod habe das „Martyrologium der Shīʿa“ eröffnet.
S.H.M. Jafri hob hervor, dass letzten Endes das einzige Motiv Hudschrs „seine religiöse Überzeugung und sein unerschütterlicher Glaube in die Führung der Ahl al-bait“ gewesen sei. Mit ihm sei der Übergang der Schia von einer politischen zu einer religiösen Bewegung erfolgt. Hudschrs Interesse an der Frage, wer Kalif sein solle, habe nichts mit politischen oder ökonomischen Erwägungen zu tun gehabt. Vielmehr habe er an besondere von Gott der Familie des Propheten übertragene Qualitäten geglaubt und sei bereit gewesen, dafür zu sterben.